# Ye Huanming
Ye Huanming (en chino: 叶焕明; 6 de agosto de 1965) es un deportista chino que compitió en halterofilia. Participó en los Juegos Olímpicos de Seúl 1988, obteniendo una medalla de bronce en la categoría de 60 kg.

## Palmarés internacional
| Juegos Olímpicos | Juegos Olímpicos     | Juegos Olímpicos  | Juegos Olímpicos |
| Año              | Lugar                | Medalla           | Categoría        |
| ---------------- | -------------------- | ----------------- | ---------------- |
| 1988             | Seúl (Corea del Sur) | Medalla de bronce | 60 kg            |